# Ante Rebić
Ante Rebić, né le 21 septembre 1993 à Split en Croatie, est un footballeur international croate qui évolue au poste d'ailier gauche au Hajduk Split.

## Biographie

### Formation et débuts au RNK Split
Ante Rebić naît le 21 septembre 1993 à Split, située au sud de la côte adriatique de Croatie. Il commence sa formation footballistique au NK Vinjani en 2002. En 2008, il rejoint le NK Imotski puis, deux ans plus tard, le RNK Split.
Rebić dispute son premier match professionnel le 21 mai 2011 en remplaçant Damir Rašić lors de la dernière journée de championnat croate contre le Dinamo Zagreb et inscrit un but permettant à son équipe d'arracher un nul (1-1).
Rebić intègre l'effectif au début de la saison 2011-2012. Il découvre la compétition européenne le 14 juillet 2011 en Ligue Europa contre le NK Domzale. Il marque son premier but de la saison lors de la troisième journée de championnat face au NK Karlovac 1919 (3-1). Rebić marque cinq buts en 23 rencontres et assoit petit à petit sa place de titulaire.
Rebić confirme durant la saison 2012-2013 en marquant dix buts. Il réalise son premier doublé en mars 2013 contre le NK Zagreb au cours d'une victoire 4-1 dans laquelle il délivre également deux passes décisives. Rebić joue quatre rencontres la saison suivante avant d'être transféré à la Fiorentina pour quatre millions d'euros le 28 août 2013.

### Difficultés à la Fiorentina et succession de prêts
Porteur du numéro neuf, Rebić fait ses débuts en Serie A le 30 septembre 2013 contre Parme (2-2). Le jeune croate peine cependant à s'imposer à Florence où il n'est pas un premier choix, en plus de devoir composer avec des blessures. Il marque toutefois son premier but au mois de janvier 2014 face au Chievo Vérone en Coupe d'Italie (Victoire 2-0 de la Fiorentina). Rebić, n'ayant joué que quatre matchs jusque-là, se distingue durant le dernière journée de Serie A en marquant contre le Torino FC (2-2).
Rebić est logiquement prêté pour la saison 2014-2015 et se rend au RB Leipzig qui évolue en deuxième division. Il vit une saison compliquée au club et dispute onze rencontres. Rentré à la Fiorentina, il commence la saison 2015-2016 avec le club, toujours dans un rôle de second couteau.
Il marque son premier but de la saison le 1er novembre 2015 contre Frosinone ce qui met fin à une série d'un an et 6 mois sans marquer pour le Croate.
Rebić rejoint en prêt l'Hellas Vérone au mois de janvier 2016. Il évolue au sein d'un club qui se bat pour le maintien et ne peut s'y épanouir complètement. Il ne trouve pas le chemin des filets après dix matchs de Serie A alors que l'Hellas est relégué en Serie B.

### Eintracht Francfort
En juin 2016, il est prêté une saison à l'Eintracht Francfort. 
Rebić se montre décisif pour son premier match de Bundesliga le 17 septembre 2016 en délivrant la passe de la victoire 2-1 à Marco Fabián contre le Bayer Leverkusen. Malgré ce début prometteur, la saison n'est pas facile pour le joueur dont les statistiques sont maigres. Il marque le 5 février 2017 face au SV Darmstadt 98. Rebić récidive face au FC Augsbourg au mois d'avril lors d'une victoire 3-1. Il termine l'exercice en comptant trois buts en 28 rencontres, toutes compétitions confondues.
Son prêt à Francfort est renouvelé à l'été 2017 mais avec une option d'achat à la clef. Rebić effectue une saison 2017-2018 plus satisfaisante que la précédente. Le 23 septembre 2017, il marque l'unique but de son équipe durant une défaite 1-2 contre le RB Leipzig. Rebić marque à trois reprises de la sixième à la huitième journée. Son option d'achat est levée en décembre 2017 après qu'il a joué le nombre de matchs demandés pour être définitivement un joueur de Francfort à l'ouverture du mercato d'été 2018. Il reste par la suite muet devant le but jusqu'au mois de février 2018 où il inscrit un but face au FC Cologne (victoire 4-2). En finale de la Coupe d'Allemagne, Rebić réalise un doublé qui contribue à un succès surprise sur le score de 3-1 aux dépens du Bayern Munich.
Rebić rejoint officiellement l'Eintracht le 1er juillet 2018 pour trois saisons contre deux millions d'euros. Après sa Coupe du monde remarquée et la convoitise qu'il suscite, le Croate est prolongé jusqu'en 2022 en août 2018.
Le 11 août 2019, Rebić réalise son premier triplé en carrière contre le SV Waldhof Mannheim en Coupe d'Allemagne.

### AC Milan
Rebić est prêté pour deux saisons à l'AC Milan le 2 septembre 2019. La transaction comprend une option d'achat estimée à 25 millions d'euros.
Rebić joue son premier match milanais le 15 septembre 2019 en remplaçant Lucas Paquetá lors d'une victoire 0-1 contre l'Hellas Vérone. Il reçoit peu du temps de jeu et ne prend part qu'à des fins de rencontres, accumulant quatre matchs sur dix possibles à la fin octobre 2019. Selon le président de l'Eintracht, Wolfgang Steubing, Rebić a « pris un pari et perdu ». Il reçoit sa première titularisation le 23 novembre, à l'occasion d'un nul 1-1 contre Naples. Le 19 janvier 2020, entré en jeu, Rebić réalise un doublé contre l'Udinese Calcio dont le dernier but permet à Milan de remporter le match dans les dernières secondes sur le score de 3-2. La journée suivante, il marque l'unique but durant un succès face au Brescia Calcio. Le 9 février, Rebić ouvre la marque lors du derby de la Madonnina contre l'Inter Milan mais ne peut empêcher une défaite 4-2.
Il rejoint officiellement le club des Rossoneri le 12 septembre 2020 pour cinq saisons contre un montant de transfert estimé à 25 millions d’euros,.

### En équipe nationale
Rebić honore sa première sélection avec l'équipe de Croatie, sous la houlette de Igor Štimac, le 14 août 2013 contre le Liechtenstein. Remplaçant le vétéran Ivica Olić, il marque un but quelques minutes seulement après son entrée et aide la Croatie à remporter une rencontre disputée (2-3).
Après seulement cinq capes où il n'est même pas titulaire, Rebić est convoqué par Niko Kovač à la Coupe du monde 2014 se jouant au Brésil. Il joue des poignées de minutes lors des trois matchs de la phase de poules où la Croatie est sortie d'emblée. Rebić reçoit un carton rouge lors d'une défaite 1-3 contre le Mexique.
En raison d'une saison 2015-2016 délicate, il n'est pas appelé pour l'Euro 2016.
Il est à nouveau sélectionné pour participer à la coupe du monde 2018 en Russie. Il marque lors de la victoire 3 à 0 contre l’Argentine en phase de poules de la d’une reprise de volée après une mauvaise relance de Willy Caballero. La Croatie parvient à se hisser pour la première fois de son histoire en finale après un parcours qui la voit notamment sortir le pays hôte en quart de finale puis l'Angleterre en demi. Le 15 juillet 2018, Rebić est titulaire sur l'aile droite de l'attaque contre la France mais les Croates s'inclinent sur le score de 2-4.
Il est convoqué par Zlatko Dalić, le sélectionneur de l'équipe nationale de Croatie, dans la liste des 26 joueurs croates retenus pour participer à l'Euro 2020.
Il n'est pas sélectionné par Zlatko Dalić pour participer à la Coupe du monde 2022 au Qatar.

## Style de jeu
De par sa grande taille et son approche du jeu, Rebić n'est pas un ailier « classique », souvent décrit comme petit, rusé et élégant. Doté d'une excellente vitesse, il peut répéter les efforts tout au long du match et participe activement au repli défensif. Agressif dans le jeu, Rebić presse régulièrement l'adversaire, s'aidant de sa course rapide, et n'hésite pas à chercher le ballon loin dans le camp adverse.
Le Croate aime dribbler et éliminer ses adversaires avec des crochets et des gestes techniques. Il repique souvent dans l'axe après avoir débordé sur l'aile. Rebić possède également une frappe puissante et lourde qui lui permet de prendre sa chance de loin. Sa vision du jeu et sa rapidité de décision permettent à l'ailier d'offrir de bonnes passes. 
La principale faiblesse de Rebić réside dans sa discipline. Il commet souvent des fautes et reçoit ainsi sept cartons rouges durant sa carrière. De plus, bien que ce ne soit pas son rôle de base, il n'affiche pas de solides statistiques devant le but.

## Statistiques

### Statistiques détaillées
| Saison                | Club                       | Championnat           | Championnat | Championnat | Championnat | Coupe(s) nationale(s) | Coupe(s) nationale(s) | Coupe(s) nationale(s) | Supercoupe | Supercoupe | Supercoupe | Compétition(s) continentale(s) | Compétition(s) continentale(s) | Compétition(s) continentale(s) | Compétition(s) continentale(s) | Croatie | Croatie | Croatie | Total | Total | Total |
| Saison                | Club                       | Division              | M.          | B.          | P.d.        | M.                    | B.                    | P.d.                  | M.         | B.         | P.d.       | Comp.                          | M.                             | B.                             | P.d.                           | M.      | B.      | P.d.    | M.    | B.    | P.d.  |
| 2010-2011             | RNK Split                  | Prva HNL              | 1           | 1           | 0           | -                     | -                     | -                     | -          | -          | -          | -                              | -                              | -                              | -                              | -       | -       | -       | 1     | 1     | 0     |
| 2011-2012             | RNK Split                  | Prva HNL              | 20          | 5           | 0           | 1                     | 0                     | 0                     | -          | -          | -          | C3                             | 3                              | 0                              | 0                              | -       | -       | -       | 24    | 5     | 0     |
| 2012-2013             | RNK Split                  | Prva HNL              | 29          | 10          | 3           | 2                     | 2                     | 0                     | -          | -          | -          | -                              | -                              | -                              | -                              | -       | -       | -       | 31    | 12    | 3     |
| 2013-2014             | RNK Split                  | Prva HNL              | 4           | 0           | 1           | -                     | -                     | -                     | -          | -          | -          | -                              | -                              | -                              | -                              | 1       | 1       | 0       | 5     | 1     | 1     |
| Sous-total            | Sous-total                 | Sous-total            | 54          | 16          | 4           | 3                     | 2                     | 0                     | -          | -          | -          | -                              | 3                              | 0                              | 0                              | 1       | 1       | 0       | 61    | 19    | 4     |
| 2013-2014             | ACF Fiorentina             | Serie A               | 4           | 1           | 0           | 1                     | 1                     | 0                     | -          | -          | -          | -                              | -                              | -                              | -                              | 7       | 0       | 0       | 12    | 2     | 0     |
| 2015-2016             | ACF Fiorentina             | Serie A               | 4           | 1           | 0           | 1                     | 0                     | 0                     | -          | -          | -          | C3                             | 2                              | 0                              | 0                              | -       | -       | -       | 7     | 1     | 0     |
| Sous-total            | Sous-total                 | Sous-total            | 8           | 2           | 0           | 2                     | 1                     | 0                     | -          | -          | -          | -                              | 2                              | 0                              | 0                              | 7       | 0       | 0       | 19    | 3     | 0     |
| 2014-2015             | RB Leipzig (prêt)          | 2. Bundesliga         | 10          | 0           | 0           | 1                     | 0                     | 0                     | -          | -          | -          | -                              | -                              | -                              | -                              | 2       | 0       | 0       | 13    | 0     | 0     |
| 2015-2016             | Hellas Vérone (prêt)       | Serie A               | 10          | 0           | 0           | -                     | -                     | -                     | -          | -          | -          | -                              | -                              | -                              | -                              | -       | -       | -       | 10    | 0     | 0     |
| Sous-total            | Sous-total                 | Sous-total            | 20          | 0           | 0           | 1                     | 0                     | 0                     | -          | -          | -          | -                              | -                              | -                              | -                              | 2       | 0       | 0       | 23    | 0     | 0     |
| 2016-2017             | Eintracht Francfort (prêt) | Bundesliga            | 24          | 2           | 2           | 4                     | 1                     | 0                     | -          | -          | -          | -                              | -                              | -                              | -                              | -       | -       | -       | 28    | 3     | 2     |
| 2017-2018             | Eintracht Francfort (prêt) | Bundesliga            | 25          | 6           | 2           | 3                     | 3                     | 0                     | -          | -          | -          | -                              | -                              | -                              | -                              | 12      | 1       | 0       | 40    | 10    | 2     |
| 2018-2019             | Eintracht Francfort        | Bundesliga            | 28          | 9           | 4           | -                     | -                     | -                     | 1          | 0          | 0          | C3                             | 9                              | 1                              | 2                              | 6       | 1       | 1       | 44    | 11    | 7     |
| 2019-2020             | Eintracht Francfort        | Bundesliga            | 1           | 0           | 0           | 1                     | 3                     | 0                     | -          | -          | -          | C3                             | 4                              | 0                              | 1                              | -       | -       | -       | 6     | 3     | 1     |
| Sous-total            | Sous-total                 | Sous-total            | 78          | 17          | 8           | 8                     | 7                     | 0                     | 1          | 0          | 0          | -                              | 13                             | 1                              | 3                              | 18      | 2       | 1       | 118   | 27    | 12    |
| 2019-2020             | AC Milan (prêt)            | Serie A               | 26          | 11          | 3           | 4                     | 1                     | 1                     | -          | -          | -          | -                              | -                              | -                              | -                              | 6       | 0       | 2       | 36    | 12    | 6     |
| 2020-2021             | AC Milan                   | Serie A               | 27          | 11          | 2           | 1                     | 0                     | 0                     | -          | -          | -          | C3                             | 5                              | 0                              | 2                              | 8       | 0       | 1       | 41    | 11    | 5     |
| 2021-2022             | AC Milan                   | Serie A               | 24          | 2           | 3           | 3                     | 0                     | 0                     | -          | -          | -          | C1                             | 2                              | 1                              | 0                              | 0       | 0       | 0       | 29    | 3     | 3     |
| 2022-2023             | AC Milan                   | Serie A               | 23          | 3           | 1           | 0                     | 0                     | 0                     | 1          | 0          | 0          | C1                             | 7                              | 0                              | 0                              | 0       | 0       | 0       | 31    | 3     | 1     |
| Sous-total            | Sous-total                 | Sous-total            | 100         | 27          | 9           | 8                     | 1                     | 1                     | 1          | 0          | 0          | -                              | 14                             | 1                              | 2                              | 14      | 0       | 3       | 137   | 29    | 15    |
| 2023-2024             | Beşiktaş JK                | Süper Lig             | 15          | 0           | 3           | 2                     | 1                     | 1                     | -          | -          | -          | C4                             | 6                              | 0                              | 1                              | -       | -       | -       | 23    | 1     | 5     |
| Sous-total            | Sous-total                 | Sous-total            | 15          | 0           | 3           | 2                     | 1                     | 1                     | 0          | 0          | 0          | -                              | 6                              | 0                              | 1                              | 0       | 0       | 0       | 23    | 1     | 5     |
| Total sur la carrière | Total sur la carrière      | Total sur la carrière | 275         | 62          | 24          | 24                    | 12                    | 2                     | 2          | 0          | 0          | -                              | 38                             | 1                              | 6                              | 42      | 3       | 4       | 381   | 78    | 36    |

### Buts internationaux
| 0 | Date         | Sél. | Lieu                                            | Résultat | Adversaire    | Compétition             | Détail | Détail        | Détail |
| - | ------------ | ---- | ----------------------------------------------- | -------- | ------------- | ----------------------- | ------ | ------------- | ------ |
| 1 | 14 août 2013 | 1    | Rheinpark Stadion, Vaduz, Liechtenstein         | 2-3      | Liechtenstein | Match amical            | 67e    | du pied droit | 1-2    |
| 2 | 21 juin 2018 | 18   | Stade de Nijni Novgorod, Nijni Novgorod, Russie | 3-0      | Argentine     | Coupe du monde 2018     | 53e    | du pied droit | 1-0    |
| 3 | 24 mars 2019 | 28   | Groupama Aréna, Budapest, Hongrie               | 2-1      | Hongrie       | Éliminatoires Euro 2020 | 13e    | du pied droit | 0-1    |

## Palmarès
● Eintracht Francfort
•Vainqueur de la Coupe d'Allemagne en 2018
•Finaliste de la Supercoupe d'Allemagne en 2018
● AC Milan
• Champion d'italie en 2022
• vice-Champion d'italie en 2021

Finaliste de la Coupe du Monde de Football 2018 avec l'Equipe Nationale de Croatie